# Mark Snow
Mark Snow, egentligen Martin Fulterman, född 26 augusti 1946 i New York, död 4 juli 2025 i Washington, Connecticut, var en amerikansk kompositör av film- och tv-musik.
Han är mest känd för temat till TV-serien Arkiv X: The X-Files Theme. Han var nominerad till 12 Emmy Awards.

## Filmografi (urval)
- 1988 – Damernas
- 1993–2002 – Arkiv X (TV-serie)
- 1995 – Mannen som försvann
- 1998 – Arkiv X: Fight the Future
- 2004 – Helter Skelter